# Katedrála svatého Vavřince (Trogir)
Katedrála svatého Vavřince nebo také trogirská katedrála (chorvatsky Katedrala Sv. Lovre) je římskokatolická trojlodní bazilika postavená v románsko-gotickém slohu ze 13.-16. století. Katedrála byla hlavním chrámem trogirské diecéze, která byla zrušena v roce 1828. Je součástí historického centra chorvatského města Trogir a společně s ním je zařazena na seznam Světového dědictví UNESCO.
Katedrála je dominantou východní části ostrova a historického centra města. Součástí je také vysoká zvonice, přístupná jako vyhlídka pro turisty.

## Historie

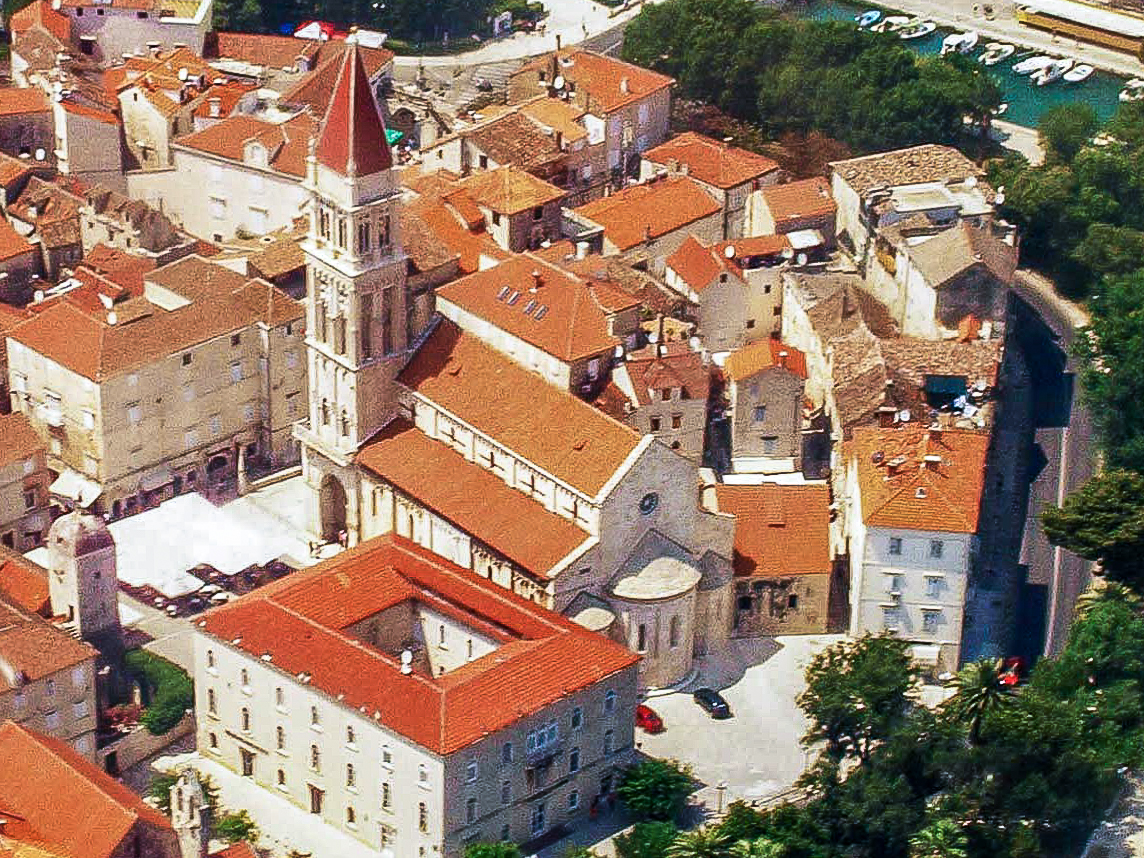
Katedrála a okolí, v popředí snímku je knížecí palác

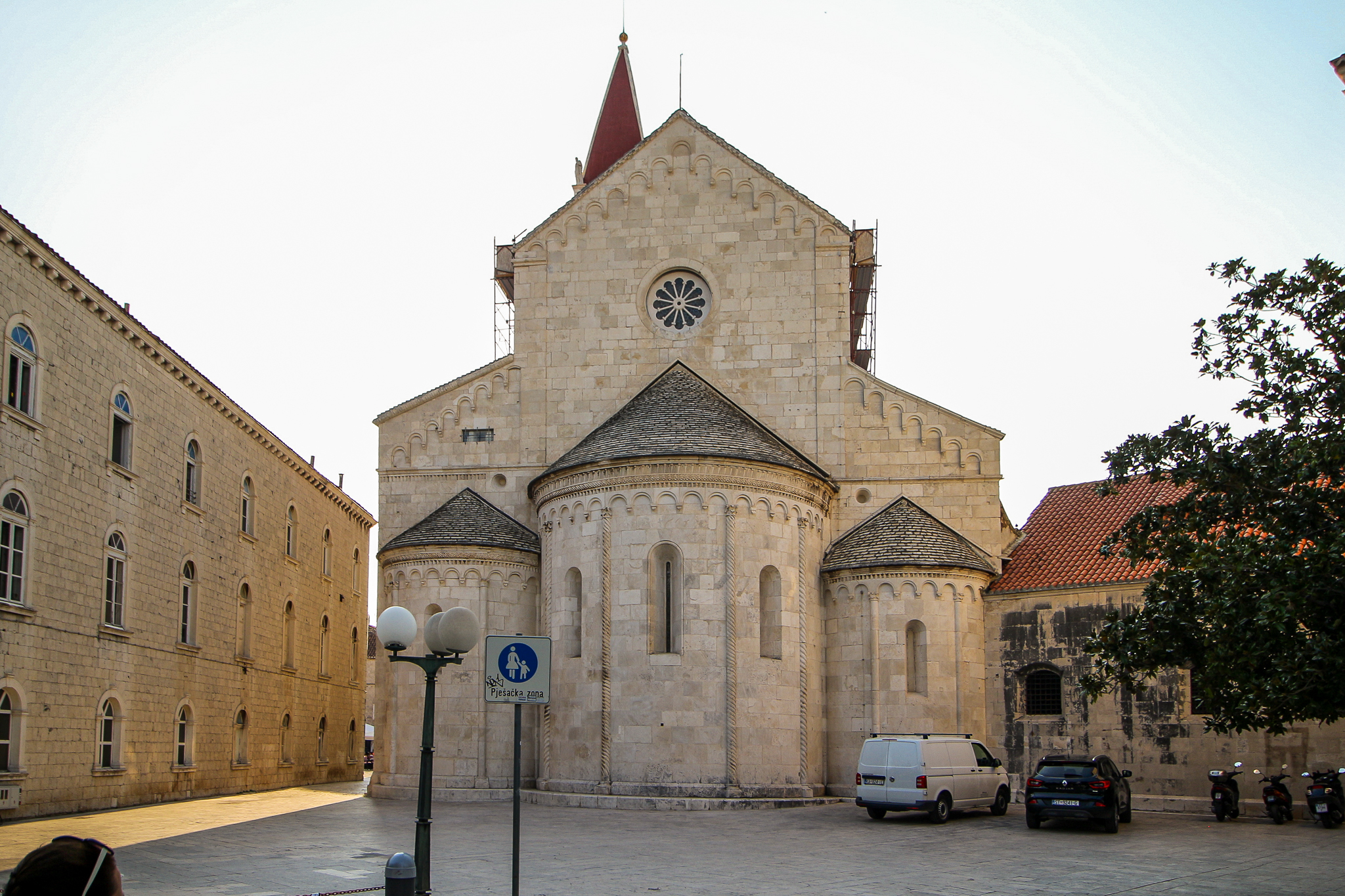
Závěr katedrály

V 7. století Slované a Avaři dobyli a zcela zničili antické město Salona (dnes Solin poblíž Splitu). Přeživší obyvatelstvo našlo útočiště v Diokleciánově paláci, kde vznikla osada Spalatum, pozdější město Split a církevní diecéze. Krátce poté, po podpisu Cášské dohody z roku 812, se Split stal součástí Byzantské říše a oblasti až po město Trogir zůstaly součástí Chorvatského království. Po zničení města Morinje nedaleko Šibeniku se tamní biskup uchýlil do kláštera v Trogiru. Po jeho smrti si mniši zdejšího kláštera nárokovali právo volit biskupa a Trogir se tak stal diecézí.
Poprvé je trogirská diecéze zmiňována v dokumentu z roku 998. "Dóže Petr II. Orseolo přijel navštívit Trogir a biskup i četní občané ho přivítali.“  Prvním zmíněným biskupem byl Jan (Ivan) Orsini (také Giovanni Ursini nebo Jan Trogirský), považovaný za učeného, moudrého a skromného muže, mezi lidem velmi oblíbeného.
Patronem Trogiru byl odedávna sv. Vavřinec a tento patronát byl tedy přenesen na zasvěcení katedrály a jako další patron města byl přidán biskup Ivan Orsini.
Katedrála sv. Vavřince byla vystavěna na náměstí, kde ve starověku stával chrám bohyně Héry a vedle něj agora z doby, kdy byl Trogir starořeckou osadou Tragourion (řecky tragos - kozorožec) a místě pozdějšího římského fóra a raně křesťanské katedrály zničené roku 1123, při vpádu Turků (saracénů) do Trogiru. Stejně jako původní katedrála je zasvěcena svatému Vavřinci.
Výstavba současné katedrály, zároveň nového sídla tehdejších biskupů, byla zahájena v roce 1213 na základech raně křesťanské baziliky, kterou v roce 1123 zničili Saracéni. Uherský král Koloman podpořil stavbu katedrály většími právy a vyšším obnosem, než kdy učinili chorvatští králové.
Největší část výstavby katedrály proběhla ve 13. století. Vybudováním katedrály byla pověřen architekt Trifun Bokanić. Stavba byla dokončena v roce 1589 posledním patrem zvonice, jejíž stavba trvala téměř dvě století: první patro bylo postaveno podle plánů Matiji Gojkoviće v gotickém stylu. Druhé patro má znaky benátské gotiky (tzv. "gotico fiorito")  s okny, která připomínají okna benátského paláce Ca'd'Oro. Třetí patro zvonice bylo dokončeno v roce 1609. 
Celkově byla stavba dokončena v 19. století. Čtvrté a poslední patro, jehlanové středhy zvonice, zdobí čtyři manýristické sochy od benátského sochaře Alessandra Vittorii.
Klenba v lodi je z 15. století. Na stavebních pracích na katedrále se v průběhu věků vystřídalo několik stavebních mistrů a zahrnuje různé slohy.
V katedrále je pohřben bratranec chorvatsko-uherského krále Bély IV., který uprchl před Tatary a roku 1242 našel útočiště v Trogiru.

## Popis
Nejštarší části katedrály tvoří trojlodní románská bazilika se třemi půlkruhovými apsidami. Stavba zahrnuje některé charakteristické znaky románské architektury, jako jsou masivní kamenné části, visuté oblouky, ozubený vlys a zesílené listy.
Velké bloky z přírodního kamene jsou výjimečné kvality a byly velmi precizně zpracovány, spoje na tupo jsou téměř neviditelné. Kameny na povětrnostní straně časem získaly žlutohnědou teplou barvu, povětrnostní patinu. Ve srovnání se staršími spíše skromnými budovami vě městě působí katedrála sv. Vavřince velkolepě. Její vzhlad měl zdůraznit bohatství regionu a prestiž biskupa, ale také moc královské rodiny.
V roce 2010 byl obnoven jižní portál katedrtály. Další restaurátorské práce na západním portálu, například uvnitř katedrály, trvaly až do poloviny roku 2010. Při rekonstrukci budovy katedrály v roce 2014 nechalo vedení města vyčistit také fasádu. Kromě toho byly jako ochranná opatření rozšířeny tupé spáry v prvním patře a vyplněny pojivem, čímž katedrála dostala poněkud nepříjemný dojem nevzhledného závoje. 

### Kostelní věž
Věž kostela ze 17. století je dominantou celé stavby i historického středu města. Byla navržena v manýristickém slohu a dokončena v 18. století. Je opatřena nápisem se zlacenými písmeny: NVNQAM PRIVS AN MDXCVIII (ne dříve než 1598). 

### Radovanův portál

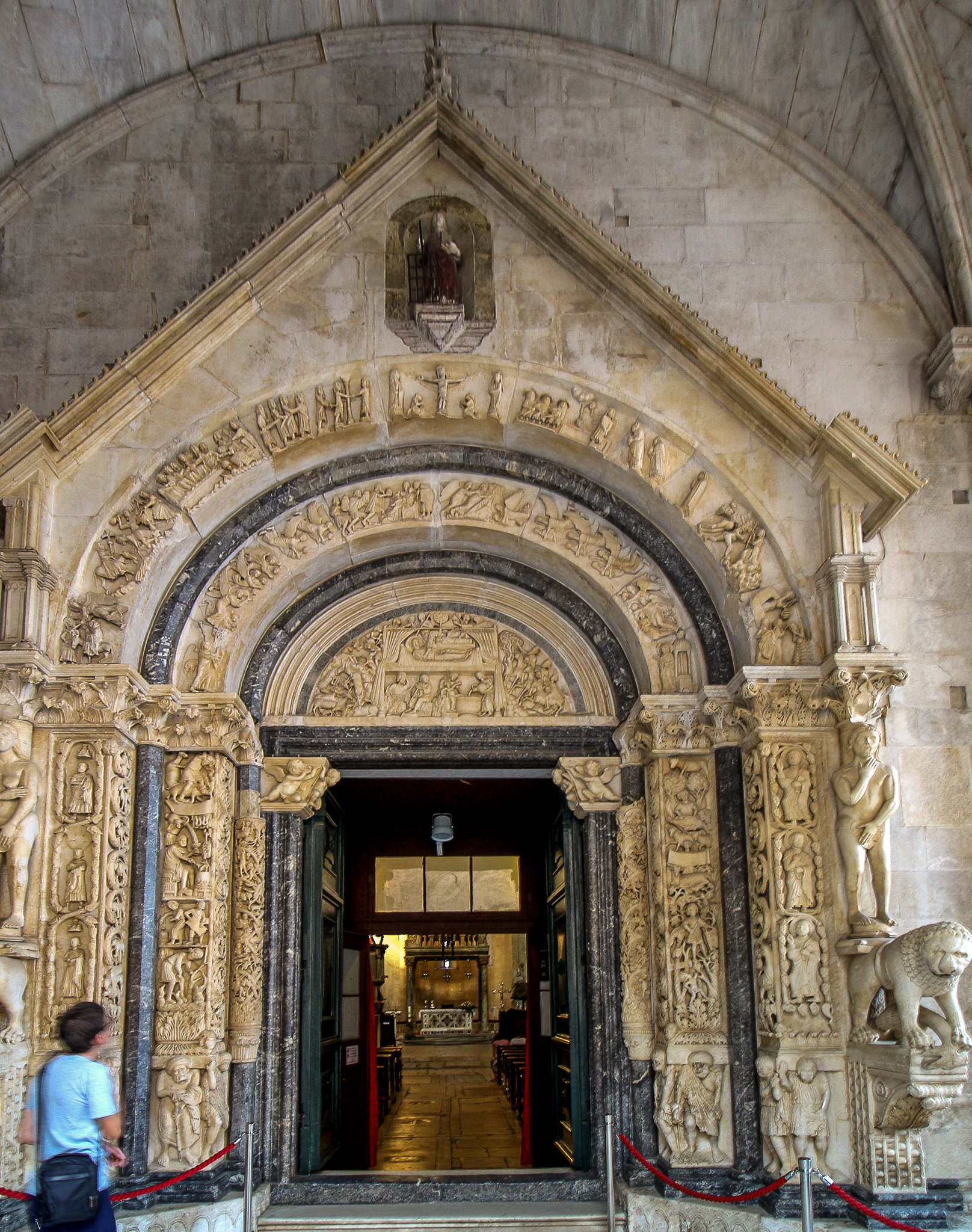
Radovanův portál (1240), před opravou

Radovanův portál je hlavním portálem katedrály a jedním z nejvýznamnějších dochovaných středověkých kostelních portálů na východním Jadranu. Je na něm nápis následujícího znění:
| „ | FUNDATUR UALUE POSTPARTUM UIRGINIS ALME PER RADUANUM CUNCTIS HAC ARTE PRAECLARUM UT PATET EX IPSIS SCULPTURIS ET EX ANAGLIPHIS ANNO MILLENO DUCENO BISQUE UICENO PRESULE TUSCANO FLORIS EX URBE TREGUANO | Portál postavil Radovan v roce 1240. po narození Panny Marie, ve své schopnosti povznést se nade vše, jak je patrno ze soch a reliéfů, pro biskupa trogirského, Toskána z Florencie | “ |

Zvláštnost portálu spočívá ve scéně, kterou zvolil Radovan, na tehdejší dobu jedinečné a vůbec poprvé užité zobrazení narození Krista jako hlavní téma uprostřed portálu. Také užití dalších biblických motivů bylo nové, v ikonografii dosud nepoužité. Na lunetě a vnitřním oblouku jsou k vidění výjevy z Kristova života: Zvěstování, Josefův sen, narození, příchod tří králů, dary pastýřů, dary králů.
Všechny scény, stejně jako scéna s archandělem Gabrielem, pocházejí z Nového zákona. Boží posel s dlouhými, spletenými vlasy, který přináší Panně Marii dobrou zprávu; dynamická scéna s oděvem, který působí, jako by se hýbal. Vedle Panny Marie je zrcadlový nápis ΥΘ ΡΜ, což je třeba číst jako ΜΡ ΘΥ (Μητηρ θεου – Matka Boží). Podle Karamana mistr Radovan, který neznal řečtinu, použil jako předlohu pro své reliéfy a sochy byzantskou řezbu ze slonoviny. 

### Kaple sv. Jana a sv. Jeronýma

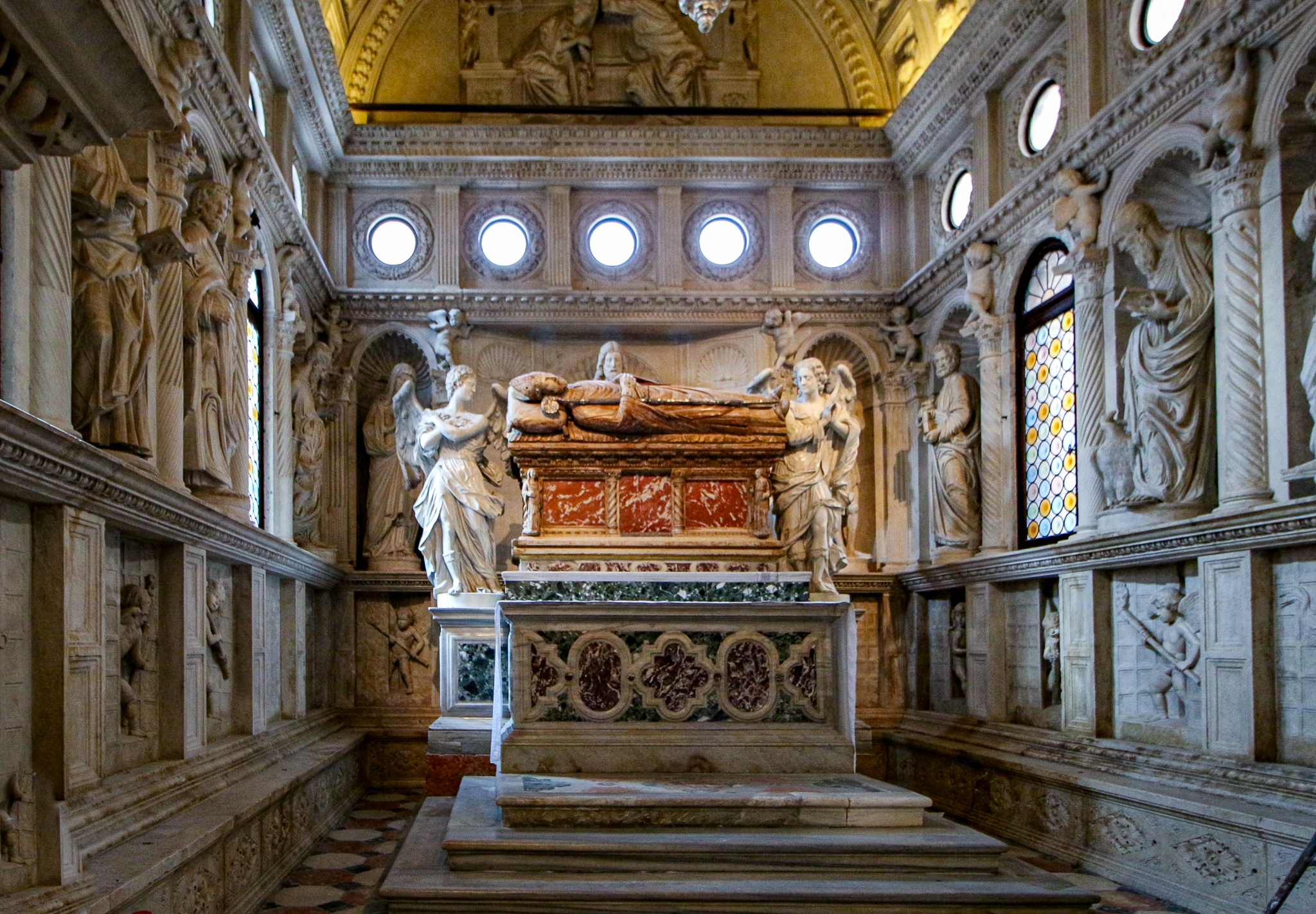
Kaple sv. Jana Trogirského

Na severní straně katedrály se nachází Jeronýmova kaple (Kapela sv. Jeronima), baptisterium, kaple sv. Jana (Kapela sv. Ivana) a sakristie. 
Kaple sv. Jana Trogirského je považována za jednu z nejkrásnějších renesančních památek v Evropě. Nachází se na severní stěně katedrály. Stejně jako baptisterium a Jupiterův chrám v Diokleciánově paláci byl postaven podle stejného konceptu jako ve Splitu. Kazetový strop tvoří 96 polí; V každém poli byla umístěna dlátovaná hlava kamenného serafa.
Podle architekta Andriji Mutnjakoviće se jedná o unikátní skladbu, která dříve v renesančním umění neexistovala. Stěny kaple jsou rozděleny do čtyř celků: základ kaple má tvar lavice, na vlysu jsou putti ve tvaru držáků na pochodně, uprostřed jsou výklenky pro plastiky a nahoře je atika s kruhovými okenními otvory. Kaple byla zrekonstruována v roce 2002 pod vedením Venetian Heritage Incorporation.
Nikoleta Sobotićová, rozená Casotti, ovdovělá neteř biskupa Nikoly Casottiho, dostala roku 1438 povolení ke stavbě kaple sv. Jeronýma. V kapli se údajně nachází také její hrobka. Dne 31. červenci 1438 byla podepsána smlouva se staviteli Markem Gruatem a Nikolou Račićem. Kaple má gotickou křížovou klenbu. Žebra spočívají na konzolách zdobených ornamenty ve tvaru listů a plodů ovoce.